# Ella Young
Ella Young (26 décembre 1867 - 23 juillet 1956) est une poétesse irlandaise et mythologue celte active dans le mouvement littéraire gaélique et néo-celtique de la fin du XIXe siècle et du début du XXe siècle. Née en Irlande, elle émigre aux États-Unis en 1925 en tant que visiteuse temporaire et vit en Californie. Pendant cinq ans, elle fait des tournées de conférences sur la mythologie celtique dans des universités américaines et, en 1931, elle est impliquée dans une controverse au sujet de l'immigration lorsqu'elle tente de devenir citoyenne américaine.
Ella Young occupe pendant sept ans la chaire Irish Myth and Lore (mythes et traditions irlandais) de l'Université de Californie à Berkeley. Là, elle est connue pour son personnage coloré et vif, donnant des conférences tout en portant la robe violette d'un druide, exposant des créatures légendaires telles que les fées et les elfes et louant les avantages de parler aux arbres. Son savoir encyclopédique et son enthousiasme sur la mythologie celtique attire et influence nombre de ses amis et lui valent un large public parmi les écrivains et artistes californiens, notamment le poète Robinson Jeffers, le philosophe Alan Watts, le photographe Ansel Adams et le compositeur Harry Partch, qui mettra plusieurs de ses poèmes en musique.
Plus tard, elle sert de « marraine » et d'inspiration pour les Dunites, un groupe d'artistes vivant dans les dunes du comté de San Luis Obispo. Elle prend sa retraite à Oceano, où elle meurt à l'âge de 88 ans.

## Jeunesse en Irlande
Née à Fenagh dans le comté d'Antrim, Ella Young grandit à Dublin dans une famille protestante et étudie à la Royal University of Ireland. Elle est la sœur de la savante Rose Maud Young (en). Elle obtient ensuite sa maîtrise au Trinity College, à Dublin. Son intérêt pour la théosophie l'amène à devenir l'une des premières membres de la Hermetic Society, la branche dublinoise de la Société théosophique, où elle rencontre l'écrivain Kenneth Morris (en). Connaître "Æ" (George William Russell) lui permet de faire partie de son groupe privilégié de protégés connus sous le nom « d'oiseaux chanteurs ». Russell était un voisin proche lors de leur enfance à Grosvenor Square. Les sentiments nationalistes d'Ella Young et son amitié avec Patrick Pearse lui confèrent un rôle de soutien dans le soulèvement de Pâques ; en tant que membre de Cumann na mBan, elle fait passer en fraude des fusils et d’autres fournitures pour appuyer les forces républicaines. Le premier volume de Poems, est publié en 1906 et son premier ouvrage de folklore irlandais, the Coming of Lugh est publié en 1909. Elle se lie alors d'amitié avec l'ancien amour de William Butler Yeats, Maud Gonne, qui illustre Lugh et la première collection de ses récits, Celtic Wonder-Tales (1910). Bien qu'elle continue à écrire de la poésie, Ella Young se fait connaître surtout pour ses rédactions de légendes irlandaises traditionnelles.

## Immigration aux États-Unis
Ella Young vient pour la première fois aux États-Unis dans les années 1920 pour rendre visite à des amis, Mary Colum (en) (Molly) et son mari, le poète irlandais Padraic Colum.
Dans les années 1920, elle se rend parfois à Halcyon, en Californie, une colonie théosophique située près de San Luis Obispo.
William Whittingham Lyman Jr. (en), chercheur en études celtiques quitte l'Université de Californie à Berkeley en 1922 et Ella Young est embauchée pour occuper ce poste en 1924. Elle immigre aux États-Unis en 1925 ; Selon Kevin Starr, elle « est brièvement arrêtée à Ellis Island comme ayant un problème mental lorsque les autorités apprennent qu'elle croit en l'existence des fées, des elfes et des lutins ». À l'époque, des personnes soupçonnées d'être atteintes d'une maladie mentale se voient refuser l'entrée aux États-Unis.

Alors qu'elle vit en Californie, Ella Young commence à donner des conférences dans diverses universités en 1925, dont l'Université Columbia, le Smith College, le Vassar College et le Mills College. Selon Norm Hammond, 
 Partout où elle est allée, elle a été reçue avec enthousiasme, en particulier par les jeunes américains. Ils aimaient cette femme aux cheveux blancs avec les yeux d'un voyant qui semblait être éclairé de l'intérieur. Elle parlait d'une voix mélodieuse. Quand elle a parlé tout le monde a écouté. Elle avait une qualité fine et vaporeuse qui la faisait apparaître comme l'apparition des esprits mêmes qu'elle décrit. En effet, sa peau avait une qualité presque translucide. 
 Ella Young vit à Sausalito au milieu des années 1920. Elle est maître de conférences à la chaire Mythes et Traditions irlandais (Irish Myth and Lore) de l'Université de Californie à Berkeley pendant environ une décennie.
En 1926, Ella Young enseigne à Carmel-by-the-Sea, en Californie. Elle est hébergée pendant quinze jours par le célèbre artiste John O'Shea et côtoie le poète Robinson Jeffers ainsi que les « socialistes radicaux » Sinclair Lewis, Ella Winter (en) et Lincoln Steffens. Deux ans plus tard, dans The Carmelite, elle publie son sombre poème commémorant le suicide de l'artiste locale Ira Remsen. 
En 1928, son livre The Wonder Smith and His Son (en) , illustré par Boris Artzybasheff, est finaliste de la médaille Newbery. 
À Halcyon, son cercle d'amis éclectique comprend Ansel Adams, qu'elle a rencontré pour la première fois en 1928 ou 1929, à San Francisco par l'intermédiaire de leur ami commun, Albert Bender. Elle voyage avec Ansel Adams et son épouse Virginia à Santa Fe en 1929, pour rendre visite à des amis et des artistes de la Colonie d'art de Taos (en) où ils séjournent chez Mabel Dodge Luhan. À Taos, elle rend également visite à Georgia O'Keeffe. Une photographie d'Ella Young et Virginia Adams apparaît dans l'autobiographie d'Ansel Adams. Il se souvient que la jeune écrivaine Mary Hunter Austin ne s'entend pas très bien avec Ella Young, mais que la défenseure de l'environnement Dorothy Erskine est l'une des bonnes amies d'Ella.
Tout en vivant dans une cabane derrière la maison de John Osborne Varian (en), Ella Young termine la rédaction de The Tangle-Coated Horse and Other Tales (en), lui aussi finaliste de la médaille Newbery en 1930.
En 1931, elle n'a toujours pas obtenu le statut d'immigration légal. Charles Erskine Scott Wood lui conseille de partir pour Victoria, en Colombie-Britannique, afin de relancer le processus d'obtention de la citoyenneté américaine. Sa demande de retour aux États-Unis est refusée pendant des mois au motif qu'elle pourrait devenir une « charge pour la société ».
En 1932, The Unicorn with Silver Shoes est publiée, illustrée par Robert Lawson (en). 
En 1934, Ella Young écrit une critique énigmatique de l'exposition de fusains de John O'Shea au prestigieux California Palace of the Legion of Honor de San Francisco.  
Le célèbre portrait d'Ella Young par John O'Shea est exposé en 1940 et en 1945 à la Carmel Art Association. 
Ella Young pense que Point Lobos (en), près de Carmel, est le centre psychique de la côte du Pacifique et que « lorsque la force de Lobos sera libérée, il se passera des choses formidables en Amérique - mais Lobos n'est pas encore prêt à sortir se faire des amis ».

## Dernières années
Ella Young publie son autobiographie, Flowering Dusk: Things Remembered Accurately and Inaccurately en 1945. 
Plus tard, elle se trouve une affinité particulière avec les séquoias de Californie. Après avoir combattu un cancer, elle est retrouvée morte chez elle à Oceano le 23 juillet 1956. Elle est incinérée et en octobre, ses cendres sont dispersées dans un bosquet de séquoias. Ella Young laisse l'essentiel de son domaine à la Save the Redwoods League (en).

## Héritage
Les écrivains John Matthews et Denise Sallee publient une anthologie annotée du travail d'Ella Young en 2012, At the Gates of Dawn: A Collection of Writings by Ella Young.
L'écrivain Rose Murphy publie une biographie d'Ella Young en 2008. 
La Société historique du comté du Sud du comté de San Luis Obispo est active dans la recherche et la préservation de l'histoire des Dunites et d'Ella Young. 
Le département des collections spéciales de la bibliothèque de recherche Charles E. Young de l'Université de Californie à Los Angeles détient actuellement des archives de ses documents.

## Ouvrages

### Poésie
- Poems (1906)
- The Rose of Heaven: Poems (1920)
- The Weird of Fionavar (1922)
- To the Little Princess: An Epistle (1930)
- Marzilian, and Other Poems (1938)
- Seed of the Pomegranate, and Other Poems (1949)
- Smoke of Myrrh, and Other Poems (1950)

### Fiction
- The Coming of Lugh: A Celtic Wonder-Tale, illustré par Maud Gonne (1909)
- Celtic Wonder-Tales, illus. par Gonne (1910)
- The Wonder-Smith and His Son: A Tale from the Golden Childhood of the World, illus. par Boris Artzybasheff (1927)
- The Tangle-Coated Horse and Other Tales: Episodes from the Fionn Saga, illus. par Vera Bock (1929)
- The Unicorn with Silver Shoes, illus. par Robert Lawson (1932)
- Celtic Wonder Tales and Other Stories, illus. par Artzybasheff et Gonne

Selon John Clute, les prétendus contes sont « basés sur du matériel irlandais », tandis que The Unicorn est « un conte original, même s'il ressemble à Kenneth Morris et James Stephens dans son récit du voyage d'un héros irlandais dans la vie après la mort ». Selon Ruth Berman, The Unicorn est « sa création originale ».

### Autobiographie
- Flowering Dusk: Things Remembered Accurately and Inaccurately (1945), (OCLC 820545)